# Стефан Гинчев
Стефан Милков Гинчев е български футболист, нападател, бивш юношески национал. Играе за отбора на ОФК Павликени.

## Ранни години
Роден е на 16 юни 1994 г. в Павликени, родителите му са бивши спортисти. Майка му Стела е била хандбалистка, а баща му Милко е бивш футболен съдия и делегат на БФС. Неговият по-голям брат, Георги Гинчев, който е елитен футболен съдия. 
Стефан започва обучението си в ДЮШ на местния клуб, когато е на 10-годишна възраст.

## Кариера
Играейки за местния отбор, много бързо прави име и е считан за един от най-големите таланти на българския футбол.
През 2007 г. печели награда за най-добър млад футболист на България и е награден от Димитър Бербатов и Мартин Петров на специална церемония в София.
Не след дълго попада в полезрението на Видима-Раковски и преминава в клуба от Севлиево на 14-годишна възраст. От 2008 до 2012 г. играе в академията на клуба, като поддържа високо за годините си ниво. Много скоро започва с изявите си да създава впечатление за големите клубове в България, сред които ЦСКА, Литекс, Черноморец, Сливен, Етрополе. Въпреки това решава да остане и да продължи кариерата си в Севлиево.
През 2010 г. отваря нова страница в своята кариера. Става рекламно лице на Nike, като подписва договор с американския концерн за спортна екипировка, което го прави първия български спортист с подобно постижение.
Идва и моментът, в който Стефан прави своя официален дебют в мъжкия професионален футбол на България. Това става през май 2012 г. в мач от българската Първа Професионална Лига срещу отбора на Ботев Враца.